# Clistoabdominalis danielsi
Clistoabdominalis danielsi är en tvåvingeart som beskrevs av Skevington 2001. Clistoabdominalis danielsi ingår i släktet Clistoabdominalis och familjen ögonflugor. Inga underarter finns listade i Catalogue of Life.